# 1590
Cette page concerne l'année 1590  du calendrier grégorien. Pour l'année 1590 av. J.-C., voir 1590 av. J.-C.
L'année 1590 est une année commune qui commence un lundi.

## Événements
- 1er janvier, Brésil : Christophe de Barros repousse dans la varzea du Potiipeba (Sergipe) une sortie du cacique Mbaepeva et pénètre dans l'enceinte défendue par ce dernier. Les Indiens sont totalement défaits, 1600 meurent et 4000 sont faits prisonniers[1].
- 27 janvier : Luis de Velasco devient vice-roi de Nouvelle-Espagne[2].
- 21 mars : le roi de Perse Chah Abbas doit signer une paix désastreuse à Istanbul avec les Ottomans pour se consacrer à la lutte contre les Ouzbeks. Occupation  de la Géorgie, du Chirvan, du Lorestan, de Tabriz avec une partie de l'Azerbaïdjan par l'empire ottoman[3].

- 16 mai-4 août : siège d'Odawara[4].

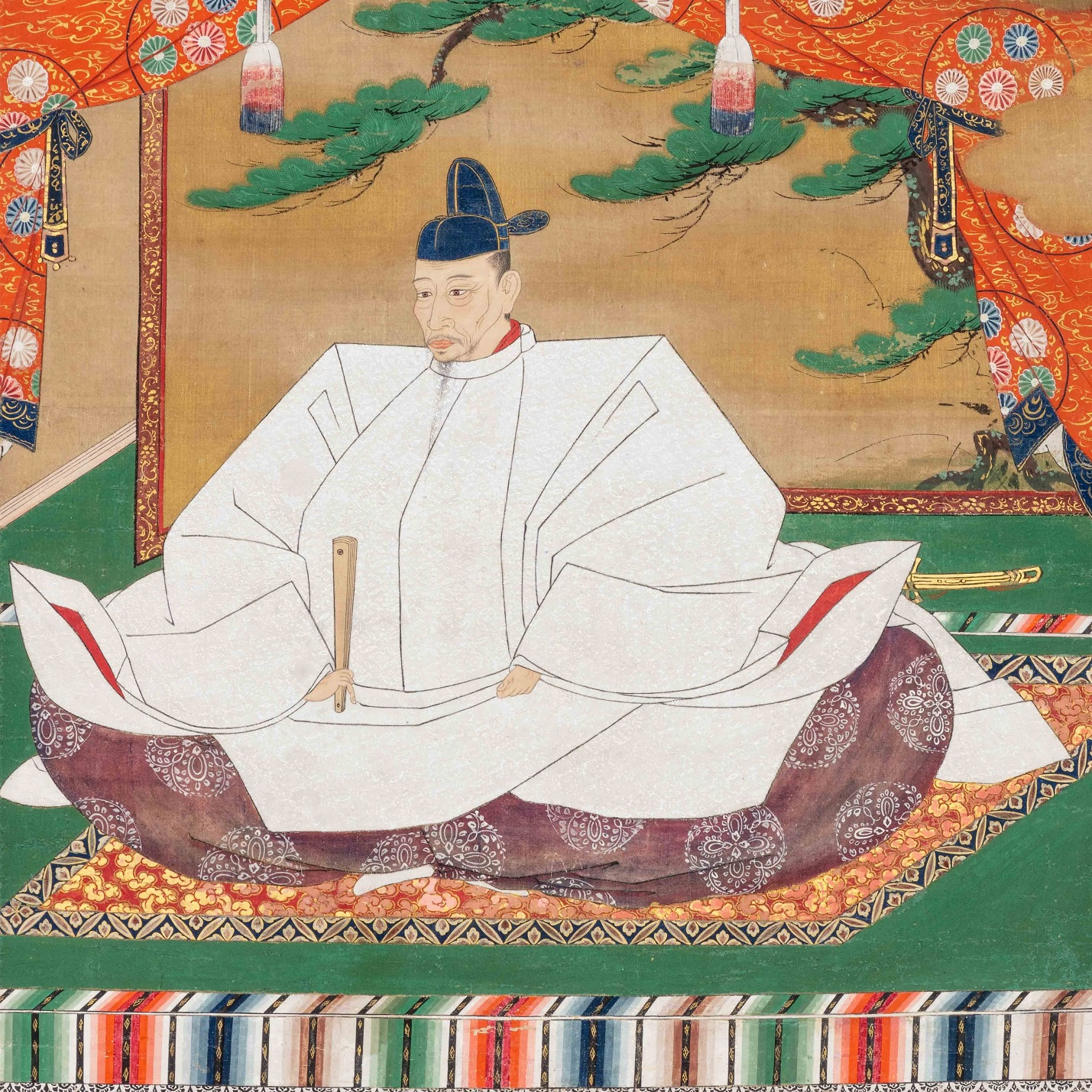
Hideyoshi Toyotomi, portrait de 1601

- Juin, royaume d'Ayutthaya : à la mort de son père Maha Thammaracha, Phra Naret devient le roi Naresuan[5]. Il consolide l'indépendance du Siam face aux Birmans (fin de règne en 1605).
- 4 août : Ieyasu Tokugawa, victorieux à Odawara, contrôle l'est du Japon. Tout le pays se trouve réunifié sous la férule de Hideyoshi Toyotomi à la fin de l'année[4].
- 16 octobre, Marrakech : le sultan du Maroc Moulay Ahmed envoie une expédition sous les ordres du pacha Djouder contre l’empire songhaï. Le pacha Djouder, qui commande l’expédition, est un Espagnol de Grenade qui a abjuré le christianisme. Sa troupe comprend 1000 arquebusiers renégats, 1000 arquebusiers andalous, 500 spahis (arquebusiers à cheval), 1500 lanciers marocains. Djouder a une garde personnelle de 60 chrétiens et 1000 hommes pour conduire les 8000 dromadaires et les 1000 chevaux qui transportent la nourriture, l’eau, les bagages, les armes, la poudre et le matériel[6].

- Hideyoshi écrit au roi des Ryūkyū, tributaire de la Chine, pour lui expliquer que le Japon et ces îles sont de la même famille[7]. Les Ryūkyū jouent alors un rôle très important dans le commerce transocéanique. Elles servent d’entrepôt car la Chine est fermée.
- L'île de Formose (Taïwan) est découverte par les Portugais[8].

### Europe
- 21 janvier[9] : autodafé de Cordoue condamnant les Alumbrados de Ubeda, Baeza et Jaen.

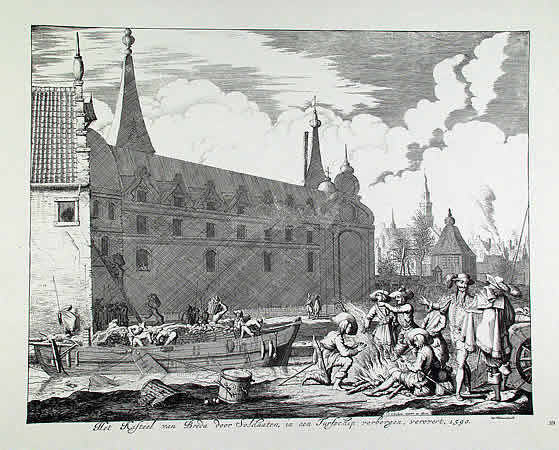
4 mars : prise de Bréda

- 4 mars : Maurice de Nassau prend Bréda[10].
- 6 mars: le Parlement de Paris enjoint de ne reconnaître comme Roi que Charles X.
- 14 mars : bataille d'Ivry[11].
- 19 avril : évasion d'Antonio Pérez, qui se réfugie à Saragosse[12].
- Mai-septembre : reprise du Siège de Paris[13].
- 24 juin : synode de Brest[14]. L’évêque orthodoxe de Łuck, en Ruthénie, Cyrille Terlecki, après s’être mis d’accord avec son homologue catholique, Bernard Maciejowski, demande au pape Grégoire XIV l’union des deux Églises. Le pape en accepte l’idée. Terlecki adresse une supplique au roi préconisant l’Union, à condition que l’Église ruthène conserve sa liturgie orientale et ses libertés[15].
- 1er juillet, Espagne : début de la levée d’un nouvel impôt temporaire, le milliones, autorisé par les Cortès permettre la reconstruction de la flotte détruite en 1588[16].
- 10 juillet : mort de l’archiduc Charles[17]. L’Autriche intérieure est administrée par ses cousins Maximilien et Ernest en attendant la majorité de son fils Ferdinand en 1595. Ferdinand II se fait le champion des catholiques. Il établit un collège jésuite à Graz et se heurte à la majorité protestante qui domine la diète de la Province.
- 15 septembre-27 septembre : début du pontificat d'Urbain VII[13].
- Octobre[18] : En Angleterre, le prédicateur puritain Thomas Cartwright, hostile à l’épiscopat est arrêté, jugé par la Chambre étoilée et condamné à la prison.
- 5 décembre : début du pontificat de Grégoire XIV (fin en 1591)[13].
- Année exceptionnellement chaude en Allemagne du Sud[19].
- Inondations dans la Maremme toscane, grenier de la Toscane. Le grand duc doit faire venir les blés de Dantzig pour la première fois[20]. Début de l’exportation de grains de la Baltique vers la Méditerranée.
- Peste à Rome (1590-1591)[21].
- Fondation de la place forte de Saratov sur la Volga[22].
- L’empereur Rodolphe II cesse toute pratique religieuse[23].
- Publication à Vizsoly de la première bible en hongrois traduite par le calviniste Gáspár Károlyi[24].

## Naissances en 1590
- 9 janvier : Simon Vouet, peintre français († 30 juin 1649).
- Entre le 22 mars et le 8 mai : Théophile de Viau, poète français[25].
- 4 novembre : Gerrit van Honthorst, peintre flamand († 27 avril 1656).
- Date précise inconnue :
  - Jacopo Barbello, peintre baroque italien († 1656).
  - Pietro Baschenis, peintre maniériste italien († 1630).
  - Ercole Bazzicaluva, peintre et graveur italien († 1641).
  - Guillaume Biener, avocat et chancelier du Tyrol († 17 juillet 1651).
  - Luciano Borzone, peintre baroque italien de l'école génoise († 12 juillet 1645).
  - Claude Gaultier, avocat français au Parlement de Paris († 1666).
  - Gillis Quintijn, écrivain néerlandais († ca. 1635).
- Vers 1590 :
  - Bartholomeus van Bassen, peintre, illustrateur et architecte néerlandais († 28 novembre 1652).
  - Christoffel van den Berghe, peintre hollandais d'origine flamande († 1645).
  - Juan Gutiérrez de Padilla, compositeur de musique baroque espagnol († 22 avril 1664).
  - Robert Ramsey, compositeur et organiste écossais († 1644).

## Décès en 1590
- 7 janvier : Jakob Andreae, théologien luthérien allemand (° 25 mars 1528).
- 20 janvier : Giovanni Battista Benedetti, mathématicien et physicien italien (° 14 juillet 1530).
- 26 janvier : Álvaro Manrique de Zúñiga, 7e vice-roi de Nouvelle-Espagne (° ?).
- 2 février : Catherine de Ricci, religieuse dominicaine (° 23 avril 1522).
- 3 février : Germain Pilon, sculpteur français (° vers 1528).
- 12 février : François Hotman, jurisconsulte et écrivain polémiste français (° 23 août 1524).
- 13 février : Bertrand d'Argentré, juriste et historien breton (° 19 mai 1519).
- 19 février : Philippe IV de Hanau-Lichtenberg, Comte de Hanau-Lichtenberg (° 20 septembre 1519).
- 4 mars :
  - Nicole de Savigny, maîtresse d'Henri II, roi de France (° 1535).
  - Edwige de Wurtemberg, fille aînée du duc Christophe de Wurtemberg et de Anne-Marie de Brandebourg-Ansbach (° 15 janvier 1547).
- 10 mars : Dietrich Reinkingk, constitutionnaliste et homme politique allemand († 15 décembre 1664).
- 14 mars : Philippe d'Egmont, militaire du Comté de Hainaut (° 1558).
- 1er avril : Kim Hyowon, homme politique, écrivain et érudit néoconfucéen de la dynastie Joseon de Corée (° 1532).
- 2 avril : Élisabeth de Saxe, princesse saxonne de la Maison de Wettin (° 18 octobre 1552).
- 6 avril : Francis Walsingham, connu comme le « maître-espion » d'Élisabeth Ire d'Angleterre dont il fut secrétaire d'État (° vers 1532).
- 9 mai : Charle Ier de Bourbon, cardinal français, archevêque de Rouen (° 22 septembre 1523).
- 19 mai : Yamanoue Sōji, maître de thé japonais (° 1544).
- 8 juin : Thomas Randolph, diplomate, homme politique et ambassadeur britannique (° 1523).
- 10 juin : François IV du Plessis de Richelieu, capitaine français et grand officier de la couronne (° 1548).
- 28 juin : Hori Hidemasa, samouraï vassal d'Oda Nobunaga et Toyotomi Hideyoshi au cours de l'époque Azuchi Momoyama de l'histoire du Japon (° 1553).
- 15 juillet : La Cazette, militaire français (° vers 1530).
- 21 juillet : Sophie de Wurtemberg, noble allemande, membre de la Maison de Wurtemberg (° 20 novembre 1563).
- 10 août : Hōjō Ujimasa, quatrième chef du Clan Go-Hōjō et daimyo du château d'Odawara (° 1538).
- 17 août :
  - François III Fouquet, ancêtre de Nicolas Fouquet, surintendant des finances sous Louis XIV (° 12 décembre 1551).
  - Jacques III de Bade-Hachberg, margrave allemand (° 26 mai 1562).
- 21 août : Iwaki Tsunetaka, daimyō de l'époque Sengoku (° 22 juillet 1567).
- 25 août : Giulio Alessandrini, médecin, écrivain et poète italien (° 1506).
- 27 août : Sixte Quint, pape italien (° 13 décembre 1520).
- 28 août : Guillaume de Saluste Du Bartas, écrivain et poète français (° 1544).
- 10 septembre : Madeleine d'Autriche, membre de la Maison de Habsbourg (° 14 août 1532).
- 20 septembre :
  - Lodovico Agostini, chanteur, compositeur, prêtre et érudit italien (° 1534).
  - Robert Garnier,  poète et dramaturge français (° vers 1545).
- 21 septembre : Ascanio Trombetti, compositeur italien (° 27 novembre 1544).
- 23 septembre : 
  - Nicolás Bobadilla, prêtre jésuite espagnol (° 1511).
  - Giovan Paolo Lancellotti, jurisconsulte italien (° 1522).
- 27 septembre : Urbain VII, pape italien (° 4 août 1521).
- 29 septembre : Miguel Barroso, peintre espagnol (° 1538).
- 4 octobre :
  - Federico Cornaro, seniore, cardinal italien (° 9 juin 1531).
  - Jacques Cujas, juriste français (° 1522).
- 12 octobre : Kanō Eitoku, peintre japonais de l'école Kanō (° 26 février 1543).
- 17 octobre : Maria d'Avalos, princesse italienne (° 1562).
- 18 octobre : Philippe de Holstein-Gottorp, prince de la maison de Holstein-Gottorp (° 10 août 1570).
- 19 octobre : Anne d'Autriche, reine de Hongrie et de Bohême (° 7 juillet 1528).
- 29 octobre : Dirck Volkertszoon Coornhert, graveur, poète, philosophe et théologien humaniste, érudit, juriste et homme politique néerlandais (° 1522).
- 23 novembre : André Thévet, explorateur et écrivain-géographe français (° 1516).
- 29 novembre : Nicodemus Frischlin, humaniste allemand et poète latin (° 22 septembre 1547).
- 10 décembre : Christine de Danemark,  fille de Christian II, roi de Danemark et d'Isabelle d'Autriche (° novembre 1522).
- 20 décembre : Ambroise Paré, chirurgien et anatomiste français (° 1509 ou 1510).
- 27 décembre : Emmanuel de Lalaing, Baron de Montigny, marquis de Renty, seigneur de Condé, Chevalier de la Toison d'or, grand bailli et gouverneur du Hainaut (° 5 mai 1557).
- Date précise inconnue:
  - Johann Fischart, écrivain de langue allemande probablement né à Strasbourg, Saint-Empire romain germanique (° 1546).
  - Francesco Giuntini, théologien italien (° 7 mars 1523).
  - Guy III de Laval-Montmorency, marquis de Nesle, comte de Joigny et de Maillé, vicomte de Brosse et de Tours, baron de Bressuire et de la Motte-Saint-Heraye, sire de Rochecorbon, etc. (° 28 juillet 1565).
  - Frans Hogenberg, graveur sur cuivre, aquafortiste et cartographe flamand (° 1535).
  - Bernardino India, peintre maniériste italien (° 1528).
  - Jean de La Forest, seigneur de Rumilly, page du duc de Savoie-Nemours (° 1555).
  - Pompeo Landulfo, peintre italien de l'école napolitaine (° vers 1515).
  - Léon Ier d'Iméréthie, roi d'Iméréthie de la dynastie des Bagratides (° 1573).
  - Pierre Poupo, poète français (° 1552).
  - Fernando de Toledo Oropesa, cardinal espagnol (° 1520).
- Vers 1590 :
  - Philibert Bugnyon, poète français (° 1530).
  - Martin Fumée, écrivain et historien francais (° vers 1540).
  - Martín Ruiz de Gamboa, conquistador basque-espagnol et Gouverneur du royaume du Chili (° 1533).
  - Marcus Gheeraerts l'Ancien,  peintre flamand (° vers 1520).
  - Thomas Mahieu, bibliophile français, premier secrétaire des finances de la reine Catherine de Médicis (° vers 1520).
  - Bernard Palissy, céramiste français, († 1589 ou 1590) (° vers 1510)[26]
  - Marietta Robusti, peintre vénitienne (° 1554).
  - Étienne Tabourot, poète français (° 1547).
  - Jacopo Zucchi, peintre maniériste italien (° 1540).